# Грінвілл (переписна місцевість, Нью-Гемпшир)
Грінвілл (англ. Greenville) — переписна місцевість (CDP) в США, в окрузі Гіллсборо штату Нью-Гемпшир. Населення — 1074 особи (2020).

## Географія
Грінвілл розташований за координатами 42°46′22″ пн. ш. 71°48′5″ зх. д. / 42.77278° пн. ш. 71.80139° зх. д. (42.772763, -71.801290).  За даними Бюро перепису населення США в 2010 році переписна місцевість мала площу 8,75 км², уся площа — суходіл.

## Демографія
Згідно з переписом 2010 року, у переписній місцевості мешкало 1108 осіб у 457 домогосподарствах у складі 259 родин. Густота населення становила 127 осіб/км².  Було 500 помешкань (57/км²).
Расовий склад населення:
| - 97,1 % — білих - 1,0 % — чорних або афроамериканців - 0,5 % — корінних американців - 0,2 % — азіатів |

До двох чи більше рас належало 0,8 %. Частка іспаномовних становила 2,4 % від усіх жителів.
За віковим діапазоном населення розподілялося таким чином: 23,6 % — особи молодші 18 років, 63,7 % — особи у віці 18—64 років, 12,7 % — особи у віці 65 років та старші. Медіана віку мешканця становила 40,1 року. На 100 осіб жіночої статі у переписній місцевості припадало 95,1 чоловіків;  на 100 жінок у віці від 18 років та старших — 95,2 чоловіків також старших 18 років.
Середній дохід на одне домашнє господарство  становив 62 577 доларів США (медіана — 52 292), а середній дохід на одну сім'ю — 76 997 доларів (медіана — 64 236). Медіана доходів становила 47 644 долари для чоловіків та 31 875 доларів для жінок. За межею бідності перебувало 18,8 % осіб, у тому числі 31,4 % дітей у віці до 18 років та 26,0 % осіб у віці 65 років та старших.
Цивільне працевлаштоване населення становило 547 осіб. Основні галузі зайнятості: виробництво — 29,8 %, освіта, охорона здоров'я та соціальна допомога — 17,0 %, роздрібна торгівля — 14,4 %, мистецтво, розваги та відпочинок — 13,7 %.